# 藤原秀能
藤原 秀能（ふじわら の ひでよし/ひでとう）は、鎌倉時代前期の武士・廷臣・歌人。

## 略歴
元暦元年（1184年）、藤原北家秀郷流の藤原秀宗の子として誕生。父・秀宗は和田三郎平宗妙の子で、藤原北家秀郷流の養子となった。
最初は内大臣の源通親に仕える。その後、北面武士として朝廷に仕えた。また、建仁元年（1201年）7月に和歌所寄人として輔任されている事から歌人としても朝廷に用いられた。
その後は検非違使大夫尉、出羽守と歴任し、承久の乱では朝廷方の大将として一手を担った。このために戦後、鎌倉幕府の命令で熊野山に追放されて出家の身となり、如願と号した。
後に、承久の乱で遠島処分となった後鳥羽法皇を慕い隠岐島へ渡っている。 
延応2年（1240年）5月21日、死去。享年57。『新古今和歌集』以下の勅撰和歌集に79首が入集。

## 系譜
- 父：藤原秀宗
- 母：源光基の娘
- 妻：源秀数の娘
  - 男子：藤原秀茂
  - 男子：藤原秀行
  - 女子：永安門院女房加賀
  - 女子：永安門院女房武蔵
  - 女子：土御門内大臣女房御方女房備前
  - 女子：修明門院女房美作
  - 女子：藤原信康室
- 妻：不詳（生母不明の子女）
  - 男子：藤原秀範（?-1221）
  - 男子：勢恵
  - 男子：秀暹

## 関連作品
テレビドラマ
- 『草燃える』（1979年、NHK大河ドラマ、演：原田大二郎）